# (541023) 2017 YL11
(541023) 2017 YL11 es un asteroide perteneciente al cinturón de asteroides descubierto el 1 de febrero de 2005 por el equipo del Spacewatch desde el Observatorio Nacional de Kitt Peak, Arizona, Estados Unidos.

## Designación y nombre
Designado provisionalmente como 2017 YL11.

## Características orbitales
2017 YL11 está situado a una distancia media del Sol de 2,258 ua, pudiendo alejarse hasta 2,609 ua y acercarse hasta 1,908 ua. Su excentricidad es 0,155 y la inclinación orbital 7,091 grados. Emplea 1239,75 días en completar una órbita alrededor del Sol.

## Características físicas
La magnitud absoluta de 2017 YL11 es 17,4. 